# Mykoła Haber
Mykoła Ołeksandrowycz Haber, ukr. Микола Олександрович Габер (ur. 29 października 1960 w miejscowości Marcijanowe w rejonie wełykomychajliwskim) – ukraiński polityk i biolog, lider Patriotycznej Partii Ukrainy, deputowany, kandydat w wyborach prezydenckich.

## Życiorys
Początkowo pracował jako robotnik i leśniczy, na początku lat 80. odbył służbę wojskową. Ukończył studia z zakresu biologii na Odeskim Uniwersytecie Narodowym im. Ilji Miecznikowa, uzyskał stopień kandydata nauk. W latach 1982–1988 pracował jako nauczyciel biologii w Odessie, w 1988 podjął pracę w jednym z instytutów badawczych Narodowej Akademii Nauk Ukrainy. Później zajął się również działalnością publicystyczną, był dyrektorem generalnym jednego z wydawnictw.
W latach 1998–2002 sprawował mandat posła do Rady Najwyższej Ukrainy III kadencji, który uzyskał z listy komunistycznej Postępowej Partii Socjalistycznej Ukrainy. Jeszcze w tym samym roku utworzył Patriotyczną Partię Ukrainy (pozostając jej wieloletnim przewodniczącym). W parlamencie był m.in. członkiem frakcji ugrupowań Hromada i Batkiwszczyna.
W 1999 wystartował w wyborach prezydenckich, otrzymał w nich 0,15 głosów, zajmując ostatnie miejsce wśród 13 kandydatów. Ponownie był kandydatem na urząd prezydenta w wyborach w 2019 (otrzymał poniżej 0,05% głosów).